# Hedvika Jagellonská (1457–1502)
Hedvika Jagellonská (polsky: Jadwiga Jagiellonka, litevsky: Jadvyga Jogailaitė, německy: Hedwig Jagiellonica; 21. září 1457, Krakov – 18. února 1502, Burghausen), pokřtěná jako "Hedwigis", byla polská princezna z dynastie Jagellonců a sňatkem bavorská vévodkyně.

## Život
Hedvika se narodila v Krakově jako nejstarší dcera polského krále Kazimíra IV. Jagellonského a jeho manželky Alžběty Habsburské.
V roce 1468 o její ruku požádal uherský král Matyáš Korvín, který 8. dubna téhož roku vyslal jako svého zástupce Tase z Boskovic, olomouckého biskupa. Uherský vládce doufal, že tímto sňatkem získá cenného spojence proti svému rivalovi o český trůn, Jiřímu z Poděbrad. V téže době započala jednání o sňatku Hedvičiny mladší sestry Žofie s rakouským arcivévodou Maxmiliánem, synem a dědicem císaře Fridricha III.; polský král by si tak zaručil, že budoucí vládci Rakouska a Uher budou jeho potomky. Úsilí Matyáše Korvína o Hedvičinu ruku podporoval jak císař, tak papež Pavel II.
Od roku 1462 však byl Kazimír IV. spojencem Jiřího z Poděbrad, což vyvolalo po Třináctileté válce, během níž Polsko bojovalo proti Řádu německých rytířů, podezření papeže Pia II. Proti svazku byla navíc také Hedvičina matka, královna Alžběta, která tvrdila, že Matyáš je sedlák, trpaslík, Vlach, pes, prostě jí není hoden. Navzdory tomu byl biskup Tas vybrán za kmotra novorozeného syna Kazimíra IV., který se narodil 27. dubna 1467 a byl po císaři pojmenován Frederik (Fridrich).
V roce 1469 nabídla katolická strana v Českém království oficiálně korunu Matyáši Korvínovi. Jiří z Poděbrad vyhledal podporu Polska a slíbil, že se jeho dědicem stane nejstarší syn Kazimíra IV., Vladislav, výměnou za pomoc. Korvín, který se bál polsko-českého spojenectví, znovu požádal o Hedvičinu ruku, byl však odmítnut.
20. října 1470 podepsal Kazimír IV. ve Štýrském Hradci smlouvu s císařem Fridrichem a diskutovalo se také o možném sňatku princezny Hedviky a arcivévody Maxmiliána.
Matyáš Korvín v červenci 1471 a v září 1473 znovu žádal o ruku Hedviky, až ho nakonec královna Alžběta definitivně odmítla. Na počátku roku 1473 do Polska dorazili s nabídkou k sňatku dva poradci Albrechta IV. Bavorského; Kazimír IV. však nabídku odmítl, protože již jednal o sňatku nejstarší dcery s Jiřím, synem a dědicem Ludvíka IX. Bavorského.
Kazimír IV., aby ochránil své jihozápadní hranice s Českým královstvím (předmět soupeření mezi jeho synem Vladislavem a Matyášem Korvínem), se rozhodl vstoupit do užšího spojenectví s Bavorskem. V roce 1473 byli ke dvoru v Landshutu posláni polští vyslanci Stanisław Kurozwęcki a Paweł Jasieński, aby začali jednat o sňatku mezi Hedvikou a Jiřím. Výsledkem bylo, že 7. nebo 10. září 1474 poslal vévoda Ludvík IX. oficiální zprávu, v níž žádal o Hedvičinu ruku pro svého syna. Jednání probíhala ve městech Łęczyca a Radom, kde Hedvika 30. prosince souhlasila, že se za Jiřího provdá. Následujícího dne byla podepsána manželská smlouva. Hedvika obdržela věno ve výši 32 000 zlotých, splatných v pěti splátkách během následujících pěti let. Náklady na cestu polské princezny do jejího nového domova dosáhly 100 000 zlotých.
Kvůli skutečnosti, že budoucí manželé byli blízcí příbuzní (Hedvičin děd Albrecht II. Habsburský byl bratrem Jiřího babičky Markéty Habsburské), odcestoval polský královský rada Uriel Górka v roce 1475 do Říma, aby vyjednal potřebný dispens, který mu 26. května téhož roku papež Sixtus IV. udělil.
Hedvika 10. října 1475 dorazila se svou rodinou do Poznaně, kde jí dala sbohem. S velkou družinou přibližně 1200 rytířů přijela 23. října do Wittenbergu. Doprovázela ji mimo jiné Anna, vdova po knížeti Boleslavovi II. Těšínském.
14. listopadu přijela Hedvika s družinou konečně do Landshutu, tato událost inspirovala slavný středověký průvod Landshuter Hochzeit (Landshutská svatba). Svatební obřad se uskutečnil téhož dne v místním kostele sv. Martina, přičemž bohoslužbu celebroval Bernhard von Rohr, arcibiskup ze Salcburku. Svatby se zúčastnilo několik německých vládců, jako byl císař Fridrich III., jeho syn Maxmilián, braniborský kurfiřt Albrecht III. Achilles, tyrolský regent Zikmund Habsburský, falcký kurfiřt Filip, markrabě Albrecht Bádensko-Hachberský, hrabata Ulrich V. Württemberský a Eberhard I. Württemberský, lankrabě Ludvík I. z Leuchtenbergu a hrabě Ota z Hennebergu-Aschachu. Svatební hostina se konala následující den a zúčastnilo se jí 9000 lidí.
V roce 1479 se Hedvika po smrti svého tchána stala bavorskou vévodkyní. Její manželství bylo nešťastné; její manžel byl známý alkoholik a sukničkář. V roce 1485 vyhnal Jiří svou manželku od vévodského dvora a umístil ji na hrad Burghausen, kde žila se svým vlastním dvorem a služebníky, ale - podle kronikářů - zbavena všech rozkoší světa a utěšována jen svou osamělostí. Není známo, jestli ji do exilu doprovázely její děti.
Hedvika, která podepisovala své dopisy jako geborene Königin von Polen (rozená královna Polska), neudržovala blízký kontakt se svou rodinou. 31. ledna 1503 napsal její bratr Alexandr jejímu manželovi, že nevěděl, že Hedvika před jedenácti měsíci zemřela.
Bavorská vévodkyně Hedvika zemřela nečekaně 18. února 1502 na hradě Burghausen. Bylo jí 44 let. Pohřbena byla v cisterciáckém klášteře Raitenhaslach u Burghausenu. Když byl klášter v roce 1803 sekularizován, byl její náhrobek zničen. V podlaze kostela, v místě, kde se dříve nacházel její hrob, je však pamětní kámen.

## Potomci
Hedvika svému manželovi porodila pět dětí:
- Ludvík Bavorský (1476 – před 1496)
- Rupert Bavorský (1477 – zemřel v dětství)
- Alžběta Bavorská (1478–1504)
- Markéta Bavorská (1480–1531)
- Wolfgang Bavorský (1482)

## Vývod z předků
|                     |                         |  |                          |                              |  |  |  |  |  |  |  | Gediminas |
|                     |                         |  |                          |                              |  |  |  |  |  |  |  |           |
|                     | Algirdas                |  |                          |                              |  |  |  |  |  |  |  |           |
|                     |                         |  |                          |                              |  |  |  |  |  |  |  |           |
|                     |                         |  |                          | Jewna                        |  |  |  |  |  |  |  |           |
|                     |                         |  |                          |                              |  |  |  |  |  |  |  |           |
|                     | Vladislav II. Jagello   |  |                          |                              |  |  |  |  |  |  |  |           |
|                     |                         |  |                          |                              |  |  |  |  |  |  |  |           |
|                     |                         |  |                          | Alexandr Michajlovič Tverský |  |  |  |  |  |  |  |           |
|                     |                         |  |                          |                              |  |  |  |  |  |  |  |           |
|                     | Juliana Tverská         |  |                          |                              |  |  |  |  |  |  |  |           |
|                     |                         |  |                          |                              |  |  |  |  |  |  |  |           |
|                     |                         |  |                          | Anastázie Jurjevna z Halychu |  |  |  |  |  |  |  |           |
|                     |                         |  |                          |                              |  |  |  |  |  |  |  |           |
|                     | Kazimír IV. Jagellonský |  |                          |                              |  |  |  |  |  |  |  |           |
|                     |                         |  |                          |                              |  |  |  |  |  |  |  |           |
|                     |                         |  |                          | Ivan Olšanský                |  |  |  |  |  |  |  |           |
|                     |                         |  |                          |                              |  |  |  |  |  |  |  |           |
|                     | Ondřej Holšanský        |  |                          |                              |  |  |  |  |  |  |  |           |
|                     |                         |  |                          |                              |  |  |  |  |  |  |  |           |
|                     |                         |  |                          | Agrippina                    |  |  |  |  |  |  |  |           |
|                     |                         |  |                          |                              |  |  |  |  |  |  |  |           |
|                     | Sofie Litevská          |  |                          |                              |  |  |  |  |  |  |  |           |
|                     |                         |  |                          |                              |  |  |  |  |  |  |  |           |
|                     |                         |  |                          | Dimitri Drucký               |  |  |  |  |  |  |  |           |
|                     |                         |  |                          |                              |  |  |  |  |  |  |  |           |
|                     | Alexandra Drucká        |  |                          |                              |  |  |  |  |  |  |  |           |
|                     |                         |  |                          |                              |  |  |  |  |  |  |  |           |
|                     |                         |  |                          |                              |  |  |  |  |  |  |  |           |
|                     |                         |  |                          |                              |  |  |  |  |  |  |  |           |
| Hedvika Jagellonská |                         |  |                          |                              |  |  |  |  |  |  |  |           |
|                     |                         |  |                          |                              |  |  |  |  |  |  |  |           |
|                     |                         |  | Albrecht III. Habsburský |                              |  |  |  |  |  |  |  |           |
|                     |                         |  |                          |                              |  |  |  |  |  |  |  |           |
|                     | Albrecht IV. Rakouský   |  |                          |                              |  |  |  |  |  |  |  |           |
|                     |                         |  |                          |                              |  |  |  |  |  |  |  |           |
|                     |                         |  |                          | Beatrix Norimberská          |  |  |  |  |  |  |  |           |
|                     |                         |  |                          |                              |  |  |  |  |  |  |  |           |
|                     | Albrecht II. Habsburský |  |                          |                              |  |  |  |  |  |  |  |           |
|                     |                         |  |                          |                              |  |  |  |  |  |  |  |           |
|                     |                         |  |                          | Albrecht I. Bavorský         |  |  |  |  |  |  |  |           |
|                     |                         |  |                          |                              |  |  |  |  |  |  |  |           |
|                     | Johana Žofie Bavorská   |  |                          |                              |  |  |  |  |  |  |  |           |
|                     |                         |  |                          |                              |  |  |  |  |  |  |  |           |
|                     |                         |  |                          | Markéta Břežská              |  |  |  |  |  |  |  |           |
|                     |                         |  |                          |                              |  |  |  |  |  |  |  |           |
|                     | Alžběta Habsburská      |  |                          |                              |  |  |  |  |  |  |  |           |
|                     |                         |  |                          |                              |  |  |  |  |  |  |  |           |
|                     |                         |  |                          | Karel IV.                    |  |  |  |  |  |  |  |           |
|                     |                         |  |                          |                              |  |  |  |  |  |  |  |           |
|                     | Zikmund Lucemburský     |  |                          |                              |  |  |  |  |  |  |  |           |
|                     |                         |  |                          |                              |  |  |  |  |  |  |  |           |
|                     |                         |  |                          | Alžběta Pomořanská           |  |  |  |  |  |  |  |           |
|                     |                         |  |                          |                              |  |  |  |  |  |  |  |           |
|                     | Alžběta Lucemburská     |  |                          |                              |  |  |  |  |  |  |  |           |
|                     |                         |  |                          |                              |  |  |  |  |  |  |  |           |
|                     |                         |  |                          | Heřman II. Celjský           |  |  |  |  |  |  |  |           |
|                     |                         |  |                          |                              |  |  |  |  |  |  |  |           |
|                     | Barbora Celjská         |  |                          |                              |  |  |  |  |  |  |  |           |
|                     |                         |  |                          |                              |  |  |  |  |  |  |  |           |
|                     |                         |  |                          | Anna ze Schaunbergu          |  |  |  |  |  |  |  |           |
|                     |                         |  |                          |                              |  |  |  |  |  |  |  |           |